# Messerschmitt Me 323
Messerschmitt Me 323 Gigant byl německý obří šestimotorový transportní letoun, který vznikl z kluzáku Messerschmitt Me 321. První čtyřmotorový prototyp Me-323 V1 vzlétl roku 1942. Toto řešení se ukázalo jako velmi podmotorované, proto byl prototyp V2 vybaven motory šesti. Sériová výroba probíhala v letech 1942–1944.
V roce 1944 byly některé letouny dislokovány i na českých letištích, např. v Prostějově či ve Skutči.
Messerschmitt 323 Gigant byl výjimečný vysokou nosností nákladu a ložnou plochou umožňující naložit například 2 nákladní auta nebo polopásový tahač i se zapraženým dělem a municí. Často se používal na transport obrněných vozidel včetně samohybných děl, což byla mimořádně cenná vlastnost zejména při dodávkách posil německým jednotkám v Africe za druhé světové války. Vzhledem ke své velikosti, nízké rychlosti a nevhodnosti k letecké akrobacii (což jsou typické vlastnosti nákladních letadel) byl snadno zranitelný spojeneckými letadly. Slabinou letounu Me 323 Gigant byla celková nespolehlivost použitých kořistních francouzských motorů.

## Specifikace

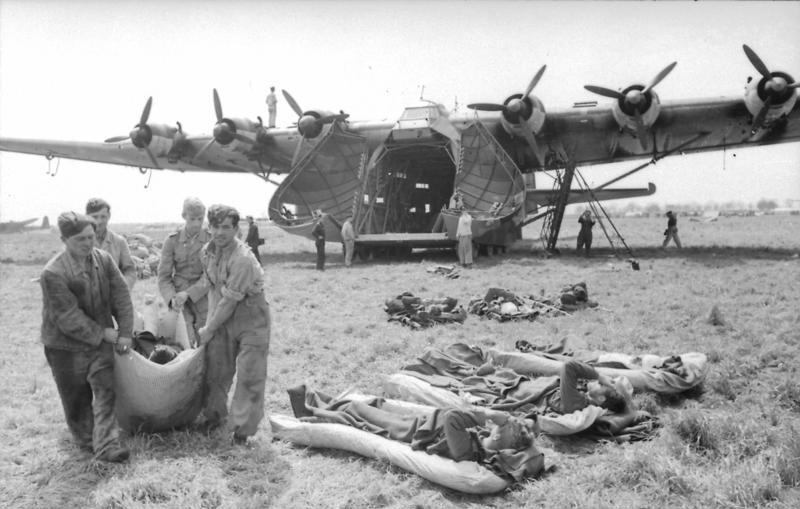
Me 323 při transportu raněných v Itálii, březen 1943

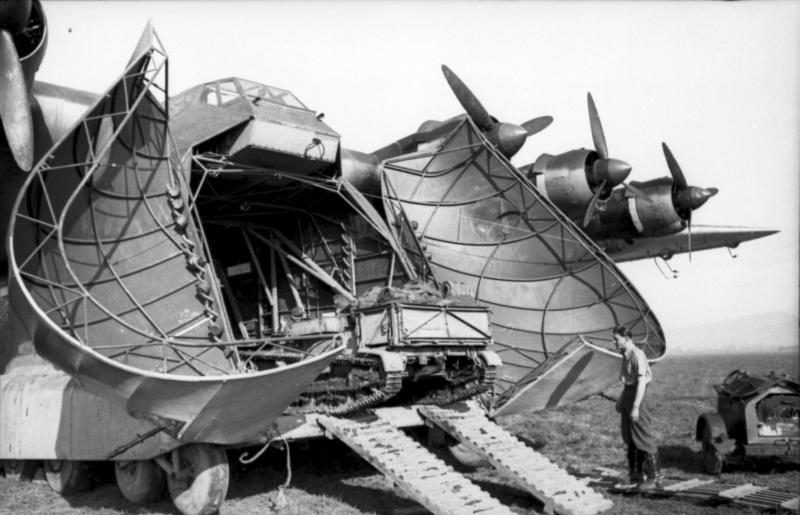
Me 323 během vykládky Renaultu UE v Tunisku, leden 1943

### Technické údaje
- Posádka: 5
- Kapacita: 130 vojáků nebo 10–12 tun nákladu
- Délka: 28,2 m
- Rozpětí křídel: 55,2 m
- Výška: 10,15 m
- Plocha křídla: 300 m²
- Prázdná hmotnost: 27 330 kg
- Vzletová hmotnost: 29 500 kg
- Maximální vzletová hmotnost: 43 000 kg
- Pohonné jednotky: 6× hvězdicový motor Gnome-Rhône 14N-48/49 každý o výkonu 1 180 PS (868 kW)

### Výkony
- Maximální rychlost: 285 km/h
- Cestovní rychlost: 218 km/h
- Dolet: 800 km
- Přeletový dolet: 1 100 km
- Dostup: 4 000 m
- Stoupavost: 3,6 m/s

### Výzbroj
- kulomety: MG 15 a MG 81 ráže 7,92 mm, nebo 13 mm MG 131